# Канеллис, Мария
Мария Луис Канеллис-Беннетт  (англ. Maria Louise Kanellis-Bennett, род. 25 февраля 1982 года) — американская женщина-рестлер, валет, актриса и певица
, получившая известность благодаря выступлениям в федерации рестлинга World Wrestling Entertainment (WWE) под именем Мария. Kарьеру Канеллис начала как участница реалити-шоу Outback Jack в 2004 году. В этом же году она заняла пятое место на шоу «WWE Поиск Див», была нанята в WWE и с 2005 года стала участвовать в поединках. В апреле 2008 года её фотография появилась на обложке журнала Playboy. 13 апреля 2010 года Канеллис выпустила свой дебютный альбом «Sevin Sins» на iTunes. В настоящее время работает в федерации рестлинга WWE и является бывшей чемпионкой 24/7.

## Биография
Канеллис родилась 25 февраля 1982 года в Оттаве, Иллинойс и была старшим ребёнком в семье. У неё есть брат по имени Билл и две сестры — Дженни и Келли. Окончила среднюю школу Оттавы, где во время учёбы увлекалась спортом, в особенности, волейболом, баскетболом и софтболом. Несмотря на то, что Мария с 15 лет начала работать моделью и регулярно принимала участие в конкурсах красоты, она много времени проводила с отцом в гараже, помогая ему ремонтировать машину. Канеллис с детства увлекалась рестлингом и вечерами вместе с отцом и братом смотрела рестлинг по телевизору. Её кумирами были Лита и Триш Стратус, на которых она хотела быть похожа. После окончания школы Мария поступила в Университет Северного Иллинойса, но обучение не закончила.

## Карьера в рестлинге

### World Wrestling Entertainment

#### Дебют в WWE

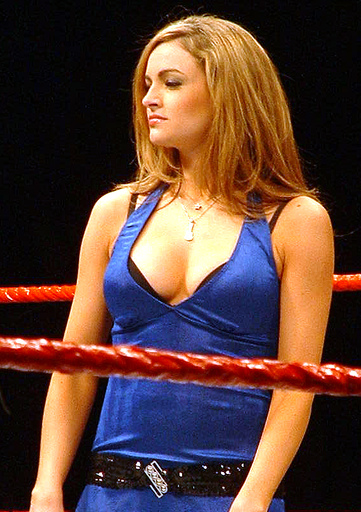
Мария в 2006 году

В 2004 году Канеллис приняла участие в первом на телевидение шоу WWE — «WWE Поиск Див». Попробовать свои силы в WWE она решила после того, как посмотрела рекламу нового шоу во время передачи Monday Night Raw, и уже через неделю, во время эпизода программы Raw, увидела свою фотографию среди фотографий будущих участниц. В конкурсе Канеллис заняла пятое место. После того, как её выбила из дальнейшего участия Кармелла Десерар, она высказала о последней всё, что думала, показав Кармелле средний палец. Несмотря на проигрыш в конкурсе, Мария добилась, чтобы её взяли в WWE и отправили в отделение Ohio Valley Wrestling, где она тренировалась под руководством главного тренера Пола Хеймана. На тренировках обычно было два тренера, которые отыгрывали роли хорошего и плохого полицейского. По её словам, тренировки были тяжёлыми, но она рада, что они такими были, так как чем дольше ты работаешь и находишься на ринге, тем больше ты набираешься опыта. Уже к концу года Мария получила место в главном бренде WWE — Raw. В ноябре 2004 года она стала брать интервью у участников, а также ведущей WWE KissCam. В WWE она отыгрывала роль глуповатой блондинки и очень быстро заслужила репутацию человека, задающего неправильные вопросы, которые раздражают Суперзвезд и Див WWE, смеша зрителей.
10 января 2005 года состоялся первый официальный поединок Марии на арене Raw. В «драке подушками в нижнем белье» (англ. Lingerie Pillow Fight) Мария проиграла победительнице шоу «WWE Поиск Див» 2004 года Кристи Хем. Она принимала участие в королевском бою Див на pay-per-view шоу Taboo Tuesday за титул женского чемпиона WWE, однако была выбита первой с ринга усилиями Триш Стратус и Микки Джеймс. 14 ноября Мария приняла участие в королевском бою без последствий во время шоу Raw, посвящённого памяти Эдди Герреро. Во время матча она выбрала оборонительную тактику, лишь раз ввязавшись в бой, увидев возможность удалить с ринга соперниц. Благодаря этому, она смогла выбить Джиллиан Холл и Викторию. Оставшись втроём с Мелиной и Триш Стратус, она попробовала атаковать их одновременно, что привело к тому, что её соперницы объединились и совместными усилиями перекинули Марию через канаты, тем самым победив.
28 ноября во время выпуска Raw Канеллис брала интервью у генерального менеджера Эрика Бишофа, у которого спросила, думал ли тот, что его уволят. За этот вопрос он назначил поединок, в котором её соперником должен был стать Курт Энгл. В этом матче Энгл одержал победу над Марией, проведя приём Angle Slam. Через неделю Канеллис участвовала в суде, где давала показания против Бишофа, в результате чего он был официально уволен с поста генерального менеджера Raw за свои противоречивые действия. После отставки Бишоф ещё некоторое время проработал в WWE, однако в роли генерального менеджера арены Raw больше не появлялся.
В декабре 2005 года Мария приняла участие в турне WWE Tribute to the Troops в Афганистане.

#### 2006—2008

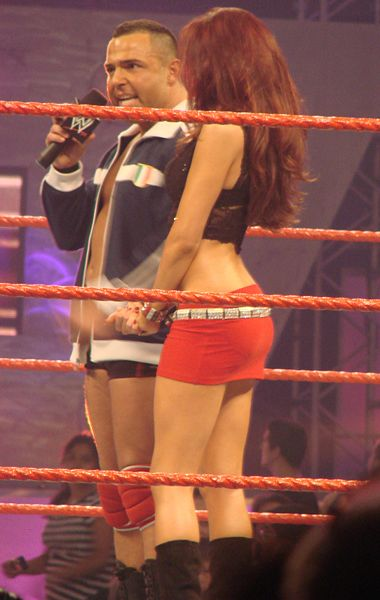
Мария и Сантино Марелла

В начале 2006 года у Марии началось противостояние с группировкой рестлеров «Vince’s Devils» (Виктория, Торри Уилсон и Кэндис Мишель). 2 января 2006 года Мария проводила шоу Kiss Cam на арене Raw, во время которого участницы группировки вышли и обвинили Канеллис в том, что из-за неё Виктория проиграла поединок против Карлито 26 декабря. Хотя Мария не знала, что у неё был назначен поединок против Виктории, она согласилась выйти на ринг. На протяжении всего матча доминировала Виктория, однако победу одержала Мария. После поединка Канеллис была атакована членами «Vince’s Devils». Помочь Марии вышла Эшли Массаро, и этим же вечером Винс Макмэхон объявил, что во время шоу New Year’s Revolution пройдет первый в истории «матч на выбывание в бюстгальтерах и трусиках» (англ. Bra & Panties Gauntlet match), в котором примут участие все 5 рестлеров. На шоу New Year’s Revolution Мария вышла в самом начале матча и смогла победить Кэндис Мишель и Торри Уилсон, однако проиграла Виктории. Победителем матча стала Массаро.
6 февраля Мария участвовала в главном событии вечера, когда в командном матче вместе с Джоном Синой встретилась с Эджем и Литой. Марии удалось удержать Литу, после того, как Эдж по ошибке «загарпунил» её вместо Сины. Месяц спустя Мария проиграла поединок Лите. После матча Эдж собирался провести против неё приём гарпун, однако на помощь Марии пришёл Мик Фоли. 16 октября Канеллис стала победителем «фатального четырёхстороннего матча в бюстгальтерах и трусиках» (англ. Fatal Four Way Bra and Panties match), одержав победу над Викторией, Кэндис Мишель и Торри Уилсон. Эта победа дала ей возможность участвовать в полуфинальном поединке в турнире за титул женского чемпиона WWE. В полуфинале Каннелис проиграла Лите.
1 февраля 2007 года во время эпизода Raw Мария попыталась взять интервью у Кевина Федерлайна, однако её неожиданно ударила Мелина и назвала «сукой», что привело к началу вражды между двумя рестлерами. Этим же вечером между ними состоялся поединок, в котором победила Мелина. На шоу New Year’s Revolution Мария и Кэндис Мишель вмешались в поединок за чемпионский титул между Викторией и Микки Джеймс. Это вмешательство не позволило Мелине помочь Виктории и сохранило титул Джеймс. В течение двух следующих недель Мария (с Микки Джеймс и Джеффом Харди) дважды встречалась в командных матчах против Мелины и её товарищей по команде. Она проиграла матч в партнёрстве с Джеймс, но выиграла матч вместе с Харди. Во время своего выхода вместе с Харди она исполнила танец. Этот момент она впоследствии назовёт одним из лучших в своей карьере.

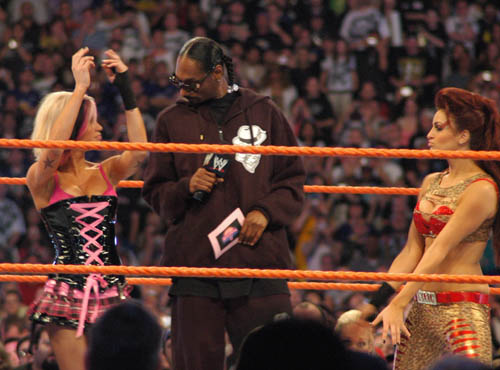
Мария (справа) со своей напарницей по команде Эшли Массаро и Snoop Dogg на Рестлмании XXIV

В июне 2007 года Мария начала телевизионный роман с Сантино Марелла. Она также продолжала выступать в поединках, часто выполняя роль джобера (рестлера, который проигрывает своим противникам, чтобы те выглядели более сильными) или быстро проигрывая в коротких матчах. 5 ноября во время эпизода Raw Марелла стал конфликтовать с временно вернувшимся в WWE «Ледяной глыбой» Стивом Остином, за то, что раскритиковал его фильм «Приговорённые». Как часть сюжета, Остин провёл против Марелла приём Stone Cold Stunner. После чего Остин ушёл за кулисы и выехал на грузовике с пивом, которым залил Марелла и Марию.
В начале 2007 года в WWE вернулась Эшли Массаро, которая снималась для апрельской обложки журнала Playboy и посоветовала Марии тоже сделать фотосет для журнала. Как часть сюжетной линии о Playboy, Мария победила Бет Феникс за «право» сняться для обложки. Во время демонстрации обложки в WWE Марелла выдвинул ультиматум: или она снимется для обложки, или останется с ним, после чего Канеллис разорвала отношения. На Рестлмании XXIV Мария в команде с Эшли встретились с Феникс и Мелиной в матче «Playboy BunnyMania» с лесорубами. Ринганнонсером боя был Snoop Dogg. Из-за вмешательства Марелло Мария не смогла провести удержание Феникс и позже, отвлекшись на Сантино, пропустила контратаку Бет, из-за чего проиграла. По окончании боя Сантино вышел на ринг, поздравил Феникс и Мелину и начал насмехаться над Канеллис. После чего Snoop Dogg ударил Сантино и прогнал его с ринга. В благодарность Мария поцеловала его.

#### Переход в SmackDown и увольнение
Во время дополнительного драфта WWE 2008 года Мария перешла в SmackDown, где дебютировала 1 августа, победив Викторию. 17 октября Мария победила в матче «Divas Las Vegas Match» (целью которого было снять большие игральные кости, подвешенные на 3-метровой высоте в углу ринга) и стала претенденткой № 1 на титул чемпиона Див WWE. В титульном поединке 14 ноября Мария встретилась с Мишель Маккул. В матче, длившимся всего 2 минуты, победу одержала Мишель, применив болевой приём «захват щиколотки». На шоу Survivor Series Мария участвовала в межбрендовом матче на выбывание див Raw против див SmackDown, где смогла выбить Джиллиан Холл, однако сама была выбита Кэндис, и в итоге её команда проиграла. Через пять дней она смогла победить Мишель Маккул в матче без последствий, однако 19 декабря проиграла Марис в поединке первых претендентов. На следующей неделе она была специально приглашенным рефери в чемпионском поединке между Марис и Мишель Маккул, в котором Марис стала новым чемпионом. После матча Мишель стала хилом, обвинив Марию в своём проигрыше и атаковала её, в результате чего Канеллис получила травму плеча. Месяц спустя Мария вернулась и атаковала Мишель во время её поединка. Ещё через три недели, 13 февраля 2009 года, она победила Маккул благодаря помощи Ив Торрес. На Рестлмании XXV она участвовала в турнире на звание «Мисс Рестлмания», однако была выбита Викторией.
3 июля 2009 года Мария вернулась на ринг. В командном бою вместе с Мелиной она победила Маккул и Лэйлу Эл. Вскоре у неё начался телевизионный роман с Дольфом Зигглером, несмотря на то, что она была любимицей публики, а Зигглер отыгрывал роль плохого парня. На шоу Night of Champions Мария вместе с Зигглером вышла на поединок Дольфа против Рея Мистерио. Однако 9 октября Зигглер прекратил эти отношения из-за того, что вмешательство Марии в поединок стоило Дольфу выигрыша чемпионского титула.

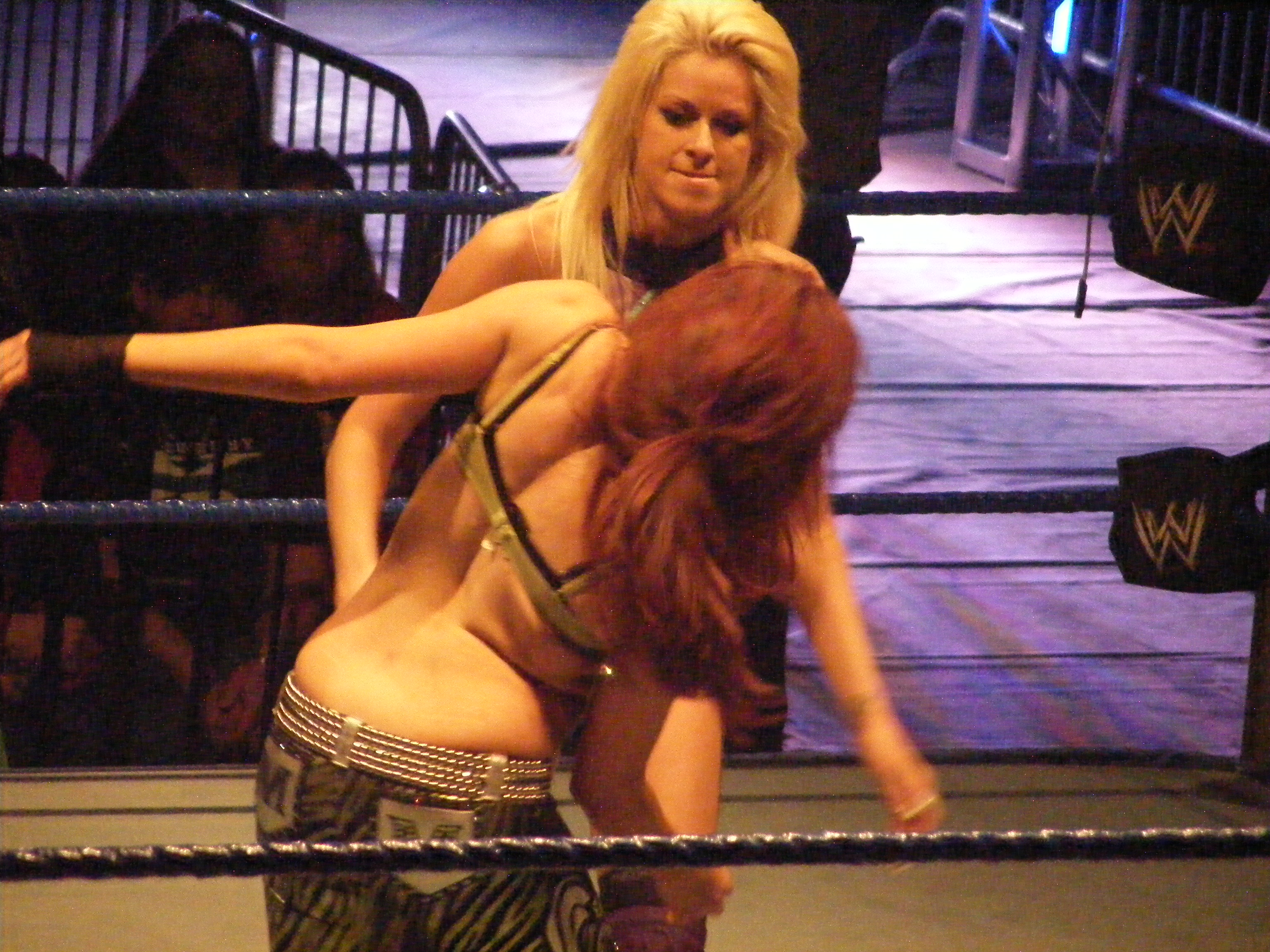
Мария в поединке против Марис на арене SmackDown

После этого Мария некоторое время не выступала на ринге, так как снималась в реалити-шоу The Apprentice. Её возвращение на ринг состоялось 4 декабря, когда она смогла предотвратить атаку Маккул и Лэйлы Эл на Микки Джеймс. На следующей неделе она в команде с Джеймс победила команду ЛэйКул. 14 декабря, во время церемонии вручения премии «Слэмми», состоялся командный матч 7 на 7, в котором все участницы были одеты в вечерние платья. В нём победу одержала команда Микки Джеймс, в которой была и Мария. По окончании матча Монтел Вонтевиус Портер и Голдаст объявили победителя в номинации «Дива года», которой стала Мария. После чего слово было предоставлено Марии, однако, едва она начала произносить свою благодарственную речь, была перервана Батистой. Это событие стало пародией на инцидент, произошедший с Тейлор Свифт и Канье Уэстом на MTV Video Music Awards 2009 года. 15 декабря она стала специальным гостем на шоу Абрахама Вашингтона, проходившем во время передачи ECW. 12 февраля 2010 года она начала телевизионный роман с Мэттом Харди. Её последний поединок прошёл 25 февраля во время выпуска WWE Superstars, когда она приняла участие в командном матче шести рестлеров. В этом бою она вместе с Великим Кали и Мэттом Харди проиграла Династии Харт и Наталье. 26 февраля 2010 года она была уволена из WWE. Для самой Марии увольнение стало неожиданным, и, по её словам, она могла бы ещё лет пять-шесть выступать на ринге. И единственное, о чём она жалеет, что так и не смогла завоевать чемпионский титул. Причиной увольнения называют желание Марии больше времени уделять проектам вне WWE, а также интервью газете The Sun, в котором она сказала, что хотела бы выйти замуж и перестать заниматься рестлингом.
В начале 2011 года Мария приняла участие в общенациональном туре DivaMania, в котором приняло участие ещё несколько бывших див WWE (Джиллиан Холл, Тиффани, Эшли Массаро и Катарина Уотерс).

### Ring of Honor (2011—2015)

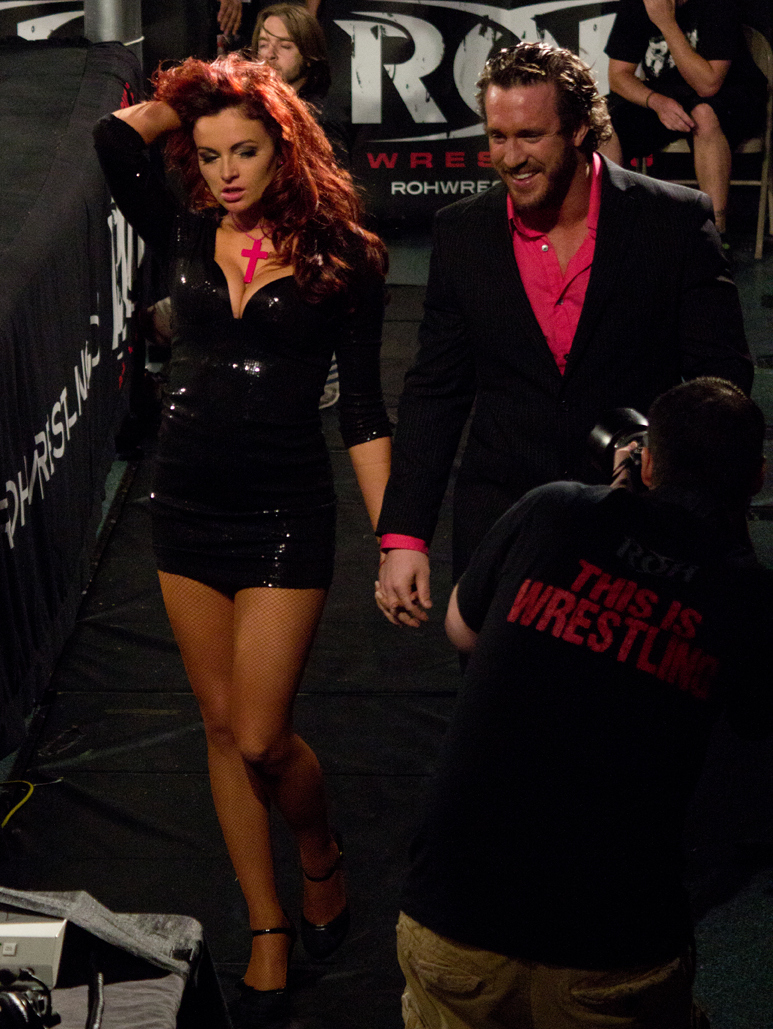
Мария и Майк Беннетт на шоу ROH Showdown in the Sun

В декабре в своём твиттере Мария объявила, что появится в шоу Final Battle федерации рестлинга Ring of Honor, которое будет проходить 23 декабря. На шоу она сопровождала Майка Беннетта, который участвовал в поединке тройная угроза за титул мирового телевизионного чемпиона ROH вместе с Джеем Леталом и Эль Дженерико. Позже Мария появилась вместе с Беннеттом во время выпуска шоу Ring of Honor Wrestling 7 января 2012 года, где была названа «Первой леди ROH».

### Другие промоушены (2012 — настоящее время)
Впервые после длительного перерыва Мария вышла на ринг 25 февраля 2012 года. Победив в поединке двукратную чемпионку TNA Тару, Мария стала первым в истории женским чемпионом FWE. 24 марта она не смогла защитить свой титул, который завоевала Винтерс. 18 июля 2012 года Мария одержала победу над Уинтер и вновь завоевала титул женского чемпиона FWE. 6 сентября на pay-per-view шоу Dysfunctional Family Мария победила Джиллиан Холл в матче со специальным приглашённым рефери Катриной Ли. В следующем матче Мария вместе с Розитой одержали победу над Холл и Ли. 4 октября на шоу Back 2 Brooklyn Мария с Катриной Ли проиграла команде The Beautiful People (Анджелина Лав и Вэлвит Скай). 16 февраля 2012 года на pay-per-view No Limits Канеллис успешно защитила чемпионский титул против Анджелины Лав.
5 апреля 2012 года Мария дебютировала в Pro Wrestling Syndicate (PWS), приняв участие в шоу Refuse To Lose, где она вместе с Бритни Сэвидж проиграла Джиллиан Холл и Рэби Скай. В сентябре Канеллис выступила в федерации рестлинга Chikara в качестве менеджера Майка Беннетта и The Young Bucks и помогла им дойти до финала турнира King of Trios. 16 февраля 2012 года Канеллис успешно защитила титул женского чемпиона FWE против Анджелины Лав на шоу No Limits.

### Crossfire Wrestling (2012 — настоящее время)
В 2012 году Канеллис стала креативным директором Crossfire Wrestling. 17 марта она дебютировала в Crossfire Wrestling, снявшись в закулисном сегменте шоу, где обсудила шоу и одну из рестлерш — Джессику Хэвок. 19 мая она объявила, что отстранила Хэвок и наняла Рэби Скай, а 14 августа сообщила, что на 2 ноября назначила поединок «тройная угроза» между Хэвок, Рэби Скай и Джиллиан Холл, где она будет специально-приглашённым рефери. Эту роль она выполнила ещё раз 9 января 2013 года. Мария также участвовала в шоу Crossfire Wrestling в поддержку фонда Make a Wish.

## Стиль и роль в WWE
Мария с детства увлекалась рестлингом, а её кумирами были Лита и Триш Стратус. Однако она не хотела стать второй Кэндис Мишель и завоевать популярность благодаря своему телу, а хотела стать спортсменкой, на которую могли бы равняться девушки. Придя в WWE, она отыгрывала роль глупой блондинки. Так, в интервью Sky Sports 26 января 2006 года на вопрос, кто победит в Королевской битве, она ответила: «Дайте подумать. Там так много парней. Я думаю это будет Джон Сина, потому что он сильный», хотя Сина не должен был участвовать в королевском бою, так как был задействован в главном событии — в поединке за титул чемпиона WWE. Несмотря на это, её техника рестлера постоянно улучшалась, и уже к 2008 году ей дали шанс бороться за титул чемпиона Див WWE. Она брала интервью, работала в качестве рестлера и менеджера, и её появление всегда доставляло радость зрителям. Часто участвовала в матчах в нижнем белье, а также выступала объектом сексуального интереса мужчин-рестлеров. Во время выступления в WWE у Марии было несколько фьюдов с такими рестлерами, как Виктория, Лита, Мелина, Бет Феникс и Мишель Маккул. Она стала самой любимой дивой в WWE и в 2009 году завоевала «Слэмми» в номинации «Дива года».

## Другие проекты

### Карьера в шоу-бизнесе

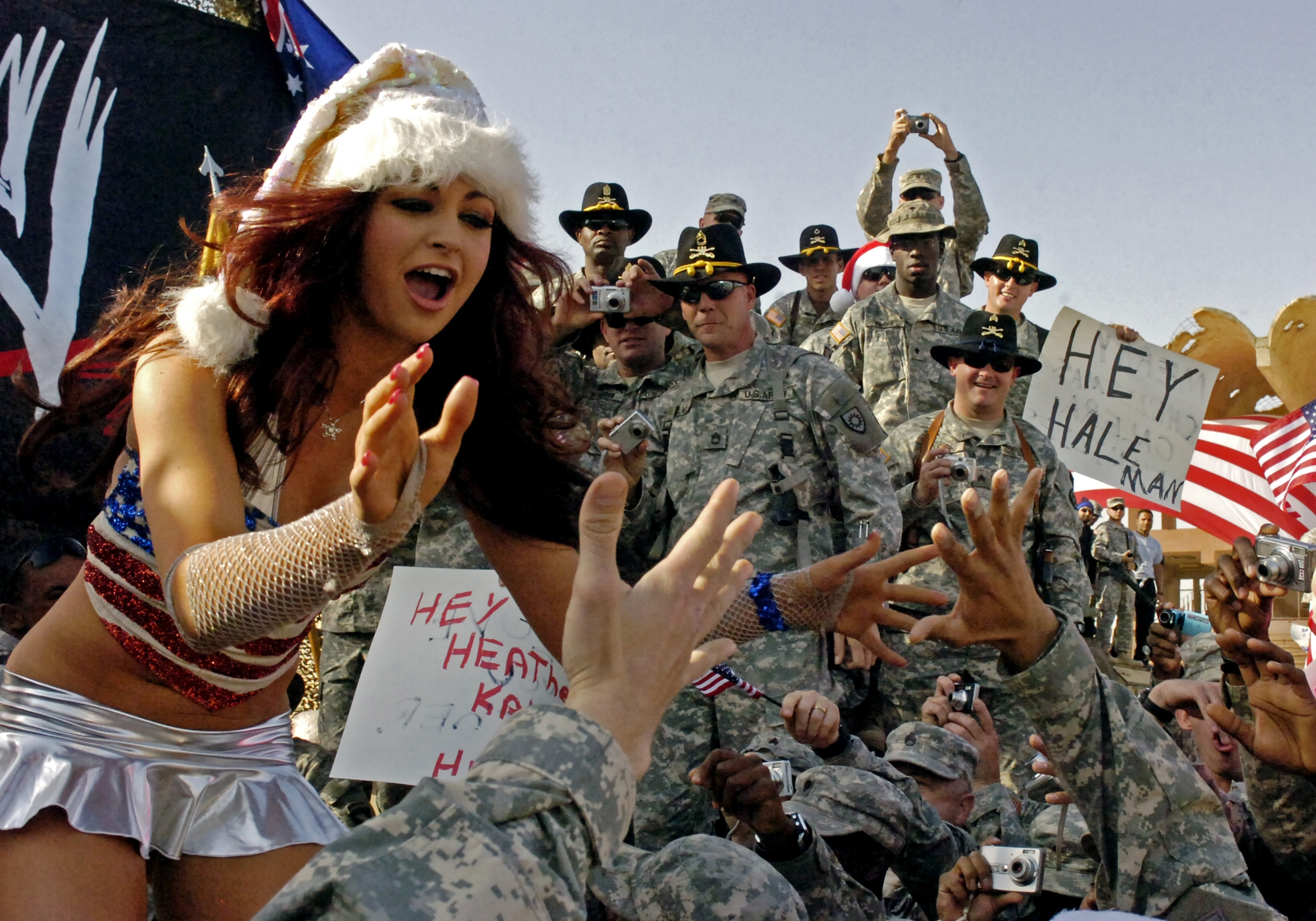
Мария во время визита к американским солдатам в Ираке в 2007 году

Мария Канеллис — участница реалити-шоу Outback Jack в 2004 году, где она дошла до тройки финалистов. В ноябре 2007 года Мария появлялась в пяти эпизодах передачи «Сто к одному», где также снялись несколько других звёзд WWE. 6 февраля 2008 года она вместе с несколькими дивами WWE снялась в эпизоде «Проект Подиум». 17 августа 2008 года Мария, Кэндис Мишель и Ив Торрес снялись в эпизоде «Sunset Tan». В этом же году она вместе с Джоном Синой появилась в VH1 «Top 20 Video Countdown». В 2008 году журнал FHM поставил её на 53 место среди «100 сексуальнейших женщин 2008 года», а 9 декабря 2010 года Bleacher Report поставил её на 37 место среди «50 самых сексуальных спортсменок 2010 года».
Впервые Марии предложили сняться для журнала Playboy, когда ей было 19 лет, однако тогда она отказалась, боясь поставить в неловкое положение свою сестру, которая в то время училась в школе. В 2008 году ей снова предложили сняться для Playboy, и вначале Мария отказала, но WWE смогло убедить её, что этот фотосет будет полезен для будущей карьеры. Посоветовавшись с родными, она согласилась на фотосет и появилась на обложке апрельского номера Playboy. Для фотосессии она использовала свой личный гардероб, а одну из чёрных курток сшила сама. После съемок она сказала, что такими фотосессиями дивы WWE демонстрируют свою сексуальную привлекательность и обаяние, и что каждая женщина должна попробовать сняться обнаженной. Если ей представится ещё возможность сняться для Playboy, то она бы хотела это сделать вместе с Келли Келли и Микки Джеймс.
Мария также снималась для таких журналов как WWE Magazine, POP Magazine, Animal Fair Magazine, Metropolis, FHM, Complete Women, Hair Magazine и Sport Magazine.
31 октября 2009 года она приняла участие в игровом шоу Deal or no Deal. 17 декабря она стала приглашенным ведущим в G4 Attack of the Show. 26 марта 2010 года она выполняла обязанности конферансье во время поединков по смешанным единоборствам на шоу King of the Cage, проходившем в Рино, Невада и показанном на канале HDNet. Канеллис также стала одним из участников шоу Celebrity Apprentice, которое стартовало в марте 2010 года. В итоге она заняла 5 место из 14 участников, закончив участие в нём 16 мая. Она также снималась в шоу The Insider, Best Damn Sports Show, Red Eye, и The Today Show.

### Другие проекты
Канеллис начала разрабатывать дизайн одежды, ещё учась в школе. Многие наряды, в которых она выступала на ринге, а также которые использовались в фотосете для журнала Playboy, были разработаны и сшиты ею. В будущем Мария планирует основать свой бренд.
28 января 2010 года Канеллис объявила в блоге WWE.com, что в скором времени выпустит дебютный альбом, первым треком которого будет песня «Fantasy». 13 апреля 2010 года вышел её дебютный альбом «Sevin Sins» на iTunes. Тексты песен альбома были написаны ею на основе её жизненного опыта, а стимулом к написанию стихов послужил разрыв с её любимым.
| Год  | Подробности                                                                                              |
| ---- | --- |
| 2010 | Sevin Sins - Выход: 13 апреля 2010 года - Лейбл: Ms. Zombie Entertainment - Формат: цифровая дистрибуция |

## Личная жизнь
В конце 2005 года Канеллис начала встречаться с рестлером СМ Панком, с которым Мария познакомилась во время пребывания в OVW. Однако в июне 2007 года пара объявила, что они больше не поддерживают отношения. Позже Мария начала встречаться с фотографом и журналистом, с которым она работала во время съемок эпизода «Проект Подиум». В декабре 2011 года в интервью она рассказала, что встречается с рестлером Майком Беннеттом. В октябре 2014 года Мария и Майк поженились. 3 апреля 2018 года у пары родилась дочь Фредерика Мун Беннет, а 3 февраля 2020 года — сын Карвер Марс Беннет.
Канеллис уделяет много времени благотворительности, принимая активное участие в деятельности благотворительных организаций Generation Rescue, Paws For Style, St. Jude’s Children Hospital, The Kentucky Humane Society, Make a Wish Foundation и Kentucky Animal Society.

## В рестлинге

### Приёмы
- Завершающие приёмы
  - Beautiful Bulldog[англ.][69][88]
  - Diving crossbody
- Коронные приёмы
  - Bronco buster[англ.][6]
  - Enzuigiri[англ.]
  - Headscissors takedown[англ.][6]
  - Seeing Stars[89]

### Менеджеры
- Сантино Марелла
- Винс Макмэхон

### Музыкальные темы
- «With Legs Like That» Zebrahead[69]

### Титулы и достижения
- Family Wrestling Entertainment
  - Женский чемпион FWE (2 раза)[90]
- Pro Wrestling Illustrated
  - PWI ставит её под № 29 в списке 50 лучших девушек-рестлеров 2008 года[91]
- Total Nonstop Action Wrestling
  - Чемпион TNA среди нокаутов (1 раз)[92]
- World Wrestling Entertainment
  - Награда «Слэмми» в номинации «Дива года» (2009)[36]